# Maria Klementyna Anuarita Nengapeta
Marie-Clémentine (Maria Klementyna) Anuarita Nengapeta (ur. 1939 lub 1941 w Wamba w Kongo Belgijskim, zm. 1 grudnia 1964) – zakonnica, błogosławiona Kościoła katolickiego.
Była czwartym z sześciorga dzieci Amisi Batsuru Batobolo i Isude Julienny. Jej rodzice rozwiedli się. Anuarita chodziła do szkoły misyjnej, która była prowadzona przez zakonnice. W 1959 roku złożyła śluby zakonne i przyjęła imiona Maria Klementyna. Po wybuchu wojny domowej w 1964 roku, żołnierze Simby wtargnęli do siedziby sióstr i wywieźli je ciężarówką w kierunku Isiro. Siostra Maria Klementyna próbowała uciec, jednak żołnierze schwytali ją, a pułkownik kazał zakłuć ją bagnetami.
Początkowo została pochowana w masowym grobie, ale potem jej ciało przeniesiono do katedry w Isiro.
Została beatyfikowana 15 sierpnia 1985 przez papieża Jana Pawła II w Kinszasie.